# Лейпциг
Ляйпциг (нім. Leipzig, МФА: [ˈlaɪptsɪç]), Липськ (в-луж. і н-луж. Lipsk, пол. Lipsk; від слова «липа») — місто в Німеччині, найбільше місто Саксонії. Населення — 597 493 осіб (31 грудня 2020), площа — 297,60 км².
Ляйпциг відомий своїм університетом і ярмарками, завдяки яким місто одержало неофіційну назву Messestadt («місто ярмарків»). Особливо відомий другий за значенням після Франкфуртського Ляйпцизький книжковий ярмарок, що проходить у кінці березня. У Ляйпцизькому книжковому ярмарку щороку беруть участь українські видавці та письменники.
Це місто є знаковим в історії світової музики — воно пов'язане з іменами Фелікса Мендельсона, Роберта Шумана, Ріхарда Вагнера, Едварда Гріга, а також Йогана Себастьяна Баха. Найвизначніша церква міста — Церква святого Томи, де працював кантором Йоган Себастьян Бах. Поряд з церквою розташований музей Йогана Себастьяна Баха. У Ляйпцизькій консерваторії навчався свого часу класик української національної школи Микола Лисенко. Тут же народилися сучасні співаки Тіль Ліндеман, Біль Кауліц та гітарист Том Кауліц.
Ляйпциг має культурні зв'язки з Києвом, а також ще 13 містами різних країн світу.

## Історія
Слов'янське поселення Липськ (Lipsk) виникло близько 900 року. Перша письмова згадка про нього (urbs Libzi) зустрічається в хроніці Титмара Мерзебурзького і датується 1015 роком (Chronikon VII, 25). У 1165 році Оттон Багатий, маркграф Майсена, дав Лейпцигу міські права і ринкові привілеї.
Лейпциг знаходився на перетині Королівської (Via Regia) і Імперської (Via Imperii) доріг, завдяки чому поступово став великим центром торгівлі. Лейпцизький торговий ярмарок став одним з перших торгових ярмарків у світі й мав велике значення для економічних відносин зі Східною Європою.
Заснування Лейпцизького університету в 1409 році призвело до розвитку юриспруденції та видавничої справи. З'явився Верховний суд (нім. Reichsgericht), в 1912 році в місті була заснована Німецька бібліотека (нім. Deutsche Bücherei).
У Лейпцизькому університеті з 1661 по 1666 рр., навчався філософ і математик Готфрід Вільгельм Лейбніц. Йоганн Себастьян Бах працював у церкві св. Фоми з 1723 по 1750 р. У 1813 році в Лейпцигу народився композитор Ріхард Ваґнер. У тому ж самому році почалася найбільша битва у війні проти армії Наполеона Бонапарта, яка увійшла в історію як Битва народів. У 1913 році, до сторіччя битви, був зведений Пам'ятник Битві народів.
23 травня 1863 року в Лейпцигу був заснований загальний німецький робітничий союз, президентом якого став політичний діяч і філософ Фердинанд Лассаль.
У вересні-грудні 1933 року в місті проходив організований нацистським урядом судовий процес над обвинуваченими в підпалі Рейхстагу.
В 1989 році після молитов за збереження миру в церкві Св. Миколая в місті були проведені демонстрації проти східнонімецького режиму.
У 2003 році Лейпциг був кандидатом на проведення літніх Олімпійських ігор 2012 року.

## Економіка
У 2016 році валовий внутрішній продукт (ВВП) Лейпцига становив 19,872 мільярда євро, що поставило його на 17-е місце у рейтингу міст Німеччини за економічними показниками. Частка економічної продукції землі Саксонії становила 16,8 відсотка. ВВП на душу населення того ж року становив 35 123 євро (Саксонія: 28 947 євро, Німеччина: 38180 євро). У 2016 році у місті працювало близько 328 700 осіб. Рівень безробіття у грудні 2018 року склав 6,1 відсотка, що трохи вище за середній показник за Саксонією (5,6 відсотка).
Нині у Лейпцизькій торгово-промисловій палаті зареєстровано понад 38 000 компаній та понад 5100 ремісничих предприятий (станом на 2011 рік).
У місті розташований завод компанії BMW з випуску електромобілів та акумуляторних батарей до них.
Інші компанії, які представлені в Лейпцигу:
- Amazon
- Blüthner, виробництво фортепіано
- Comparex
- Porsche
- Siemens
- EMAG Leipzig Maschinenfabrik GmbH
- DHL для аеропорту Лейпциг/Галле
- Microsoft, дешеві бокси

### Транспорт
Головними видами міського транспорту, поряд із трамваєм, є автобус та міська електричка (S-Bahn), при цьому остання також обслуговує Галле та низку інших прилеглих міст, і в центрі Лейпцигу має подібну метро підземну ділянку зі станціями — Сіті-тунель — між Головним та Баварським вокзалами.
Центральний залізничний вокзал Лейпцига відіграє не тільки виключно важливу роль транспортно-пересадочного вузла всієї Середньої Німеччини, а й за площею приміщень вважається одним із найбільших залізничних вокзалів Європи.
У березні 2018 року автобусний термінал далекого сполучення в Лейпцигу відкрився за кілька кроків від будівлі Hauptbahnhof на її східній стороні.
Повітряне сполучення забезпечують міжнародний аеропорт Лейпциг/Галле (другий за величиною вантажний авіахаб Німеччини) та регіональний аеропорт Лейпциг-Альтенбург у Тюрінгії.

## Визначні місця
- Церква святого Томи
- Стара ратуша (Лейпциг)
- Ґевандгауз
- Музей образотворчих мистецтв (Лейпциг)
- Музей Ґрассі
- Погріб Ауербаха
- Пам'ятник Битві народів
- Пам'ятник Ріхарду Вагнеру
- Лейпцизький університет
- Національна бібліотека Німеччини
- Бібліотека Альбертіна
- Панометр
- Будинок Шиллера (Лейпциг)

## Уродженці
- Родеріх Бенедікс (1811—1873) — німецький драматург, актор, режисер
- Ріхард Вагнер (1813—1883) — німецький композитор, диригент, теоретик музики.

## Міста-побратими
- Аддис-Абеба, Ефіопія (12 грудня 2004)[9][10]
- Бамако, Малі
- Болонья, Італія (2 березня 1962)[11]
- Брно, Чехія (23 листопада 1973)[12][13][…]
- Бірмінгем, Велика Британія (1992)[14]
- Ганновер, Німеччина (листопад 1987)[15][16]
- Герцлія, Ізраїль (2011)[17][18]
- Київ, Україна (1961)[19][20][21]
- Клайпеда, Литва
- Краків, Республіка Польща (8 вересня 1973)[22][23][…]
- Ліон, Франція (1981)[24][25]
- Нанкін, КНР (травень 1988)[26][27][28]
- Пловдив, Болгарія[29]
- Салоніки, Греція (17 жовтня 1984)[30][31]
- Сан-Паулу, Бразилія
- Травник, Боснія і Герцеговина (травень 2003)[32]
- Франкфурт-на-Майні, Німеччина (3 жовтня 1990)[33][34]
- Хошимін, В'єтнам (21 липня 2021)[35]
- Х’юстон, США (1993)[36]

## Галерея

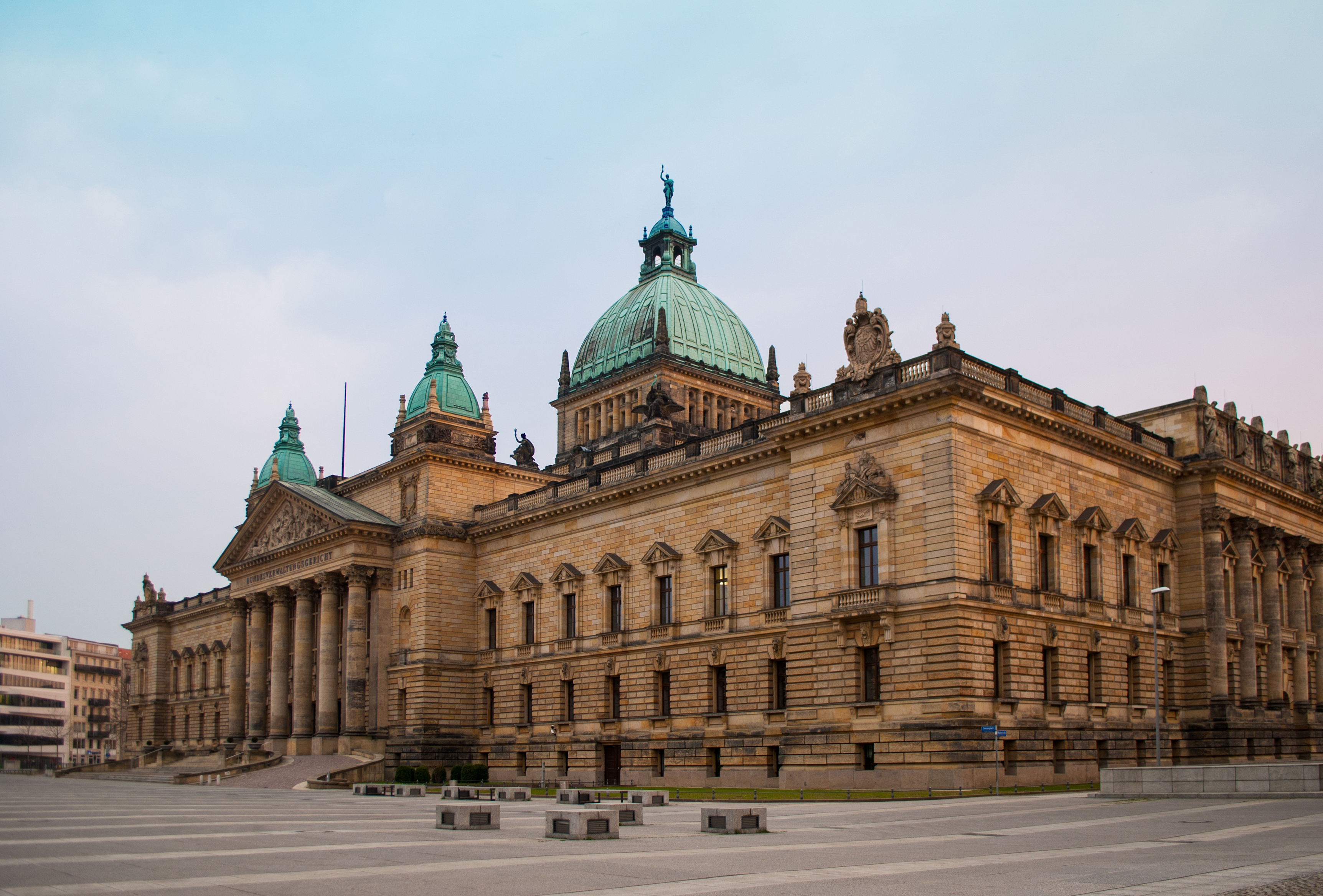
Федеральний адміністративний суд
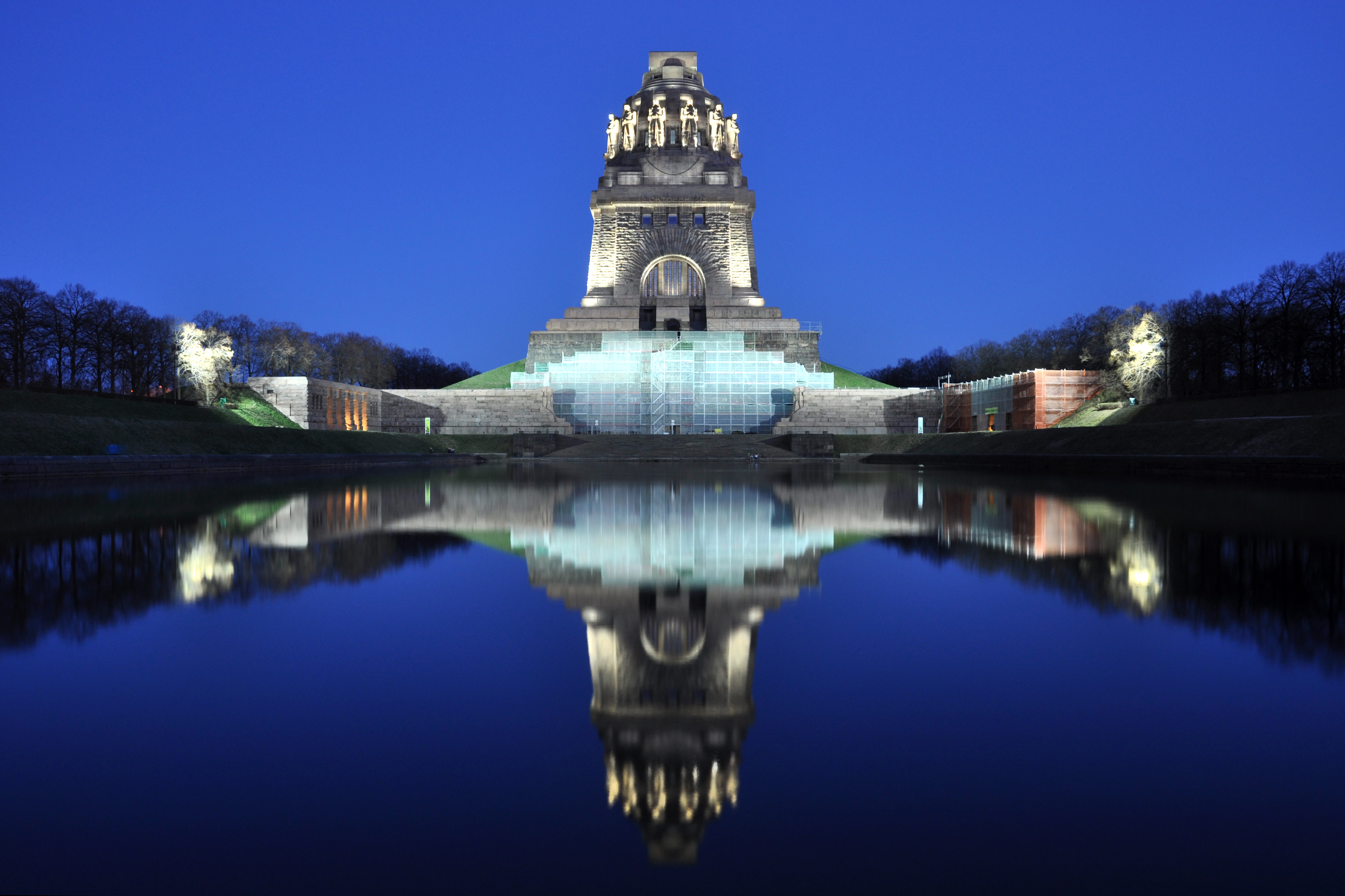
Монумент Битва народів
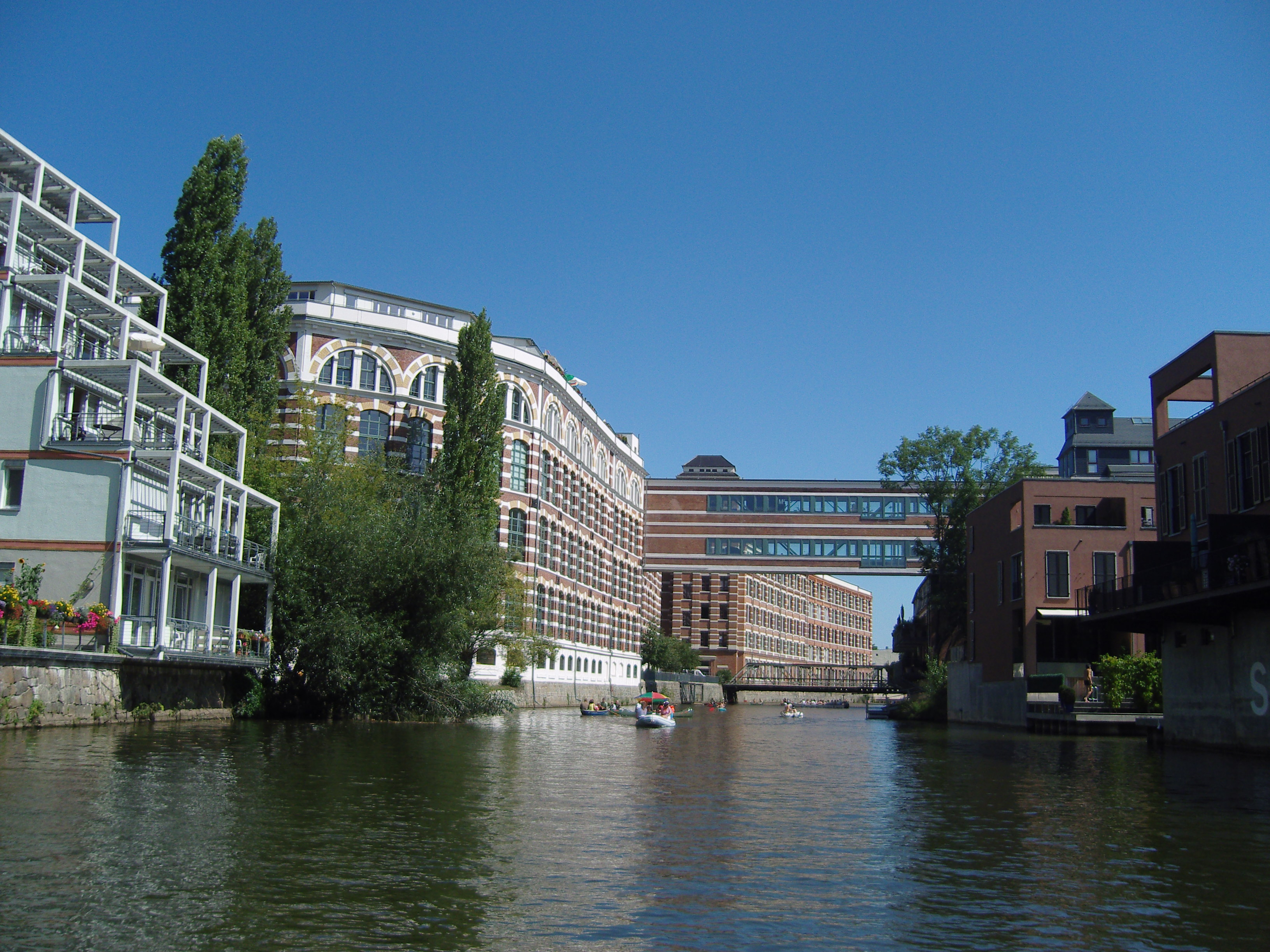
Вайсе-Ельстер
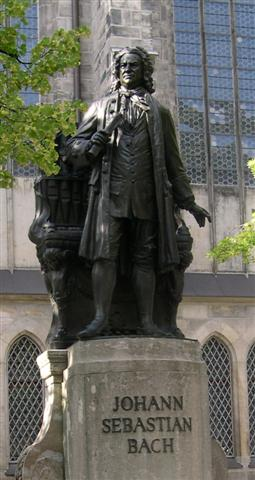
Пам'ятник Й.-С. Баху навпроти церкви св. Томи
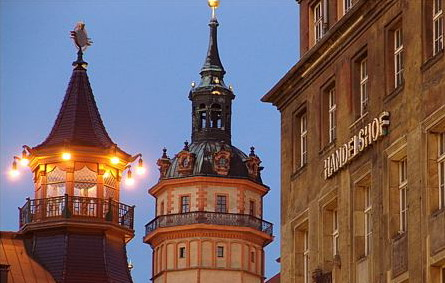
Церква св. Миколая
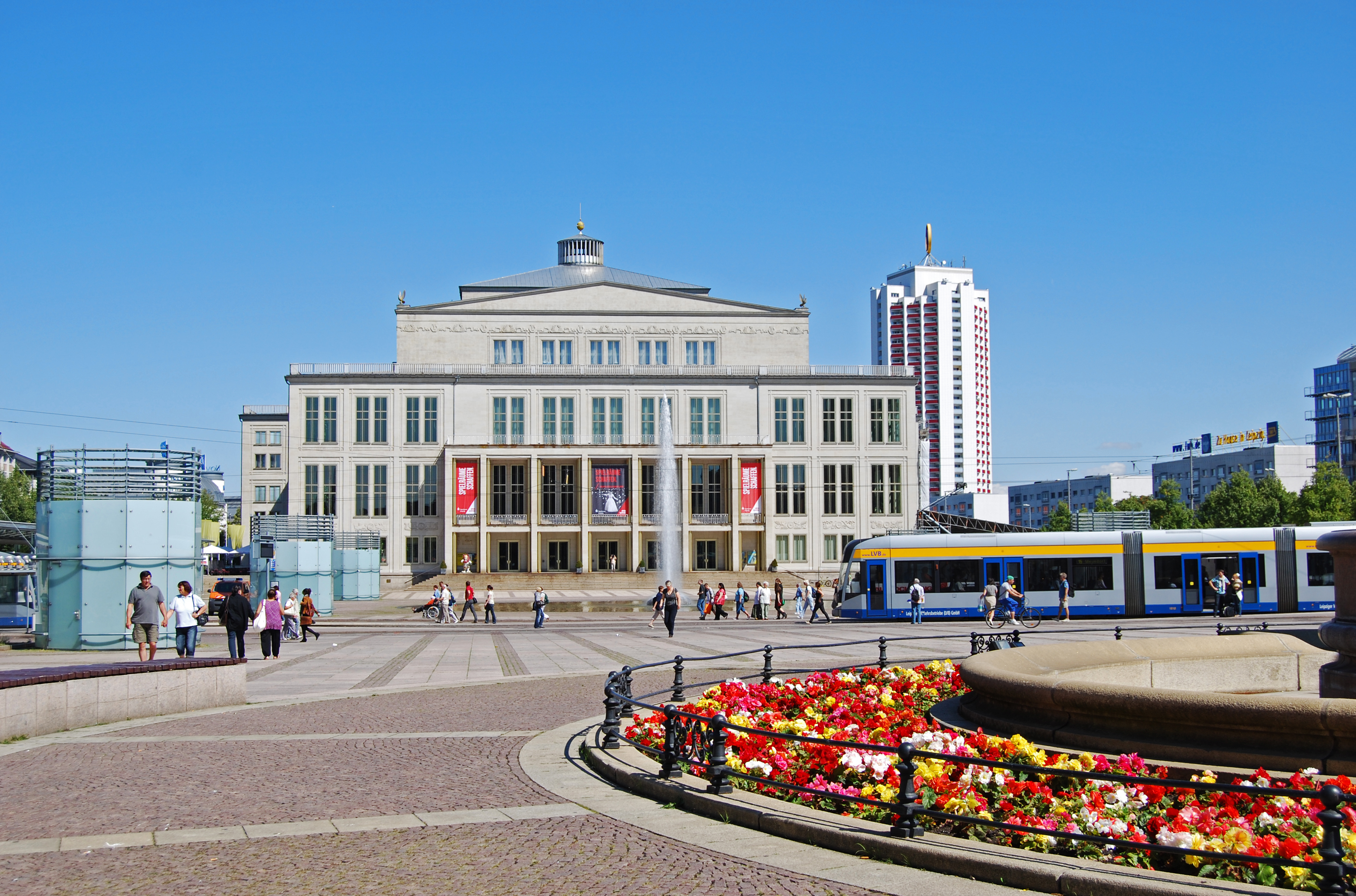
Оперний театр, 2012
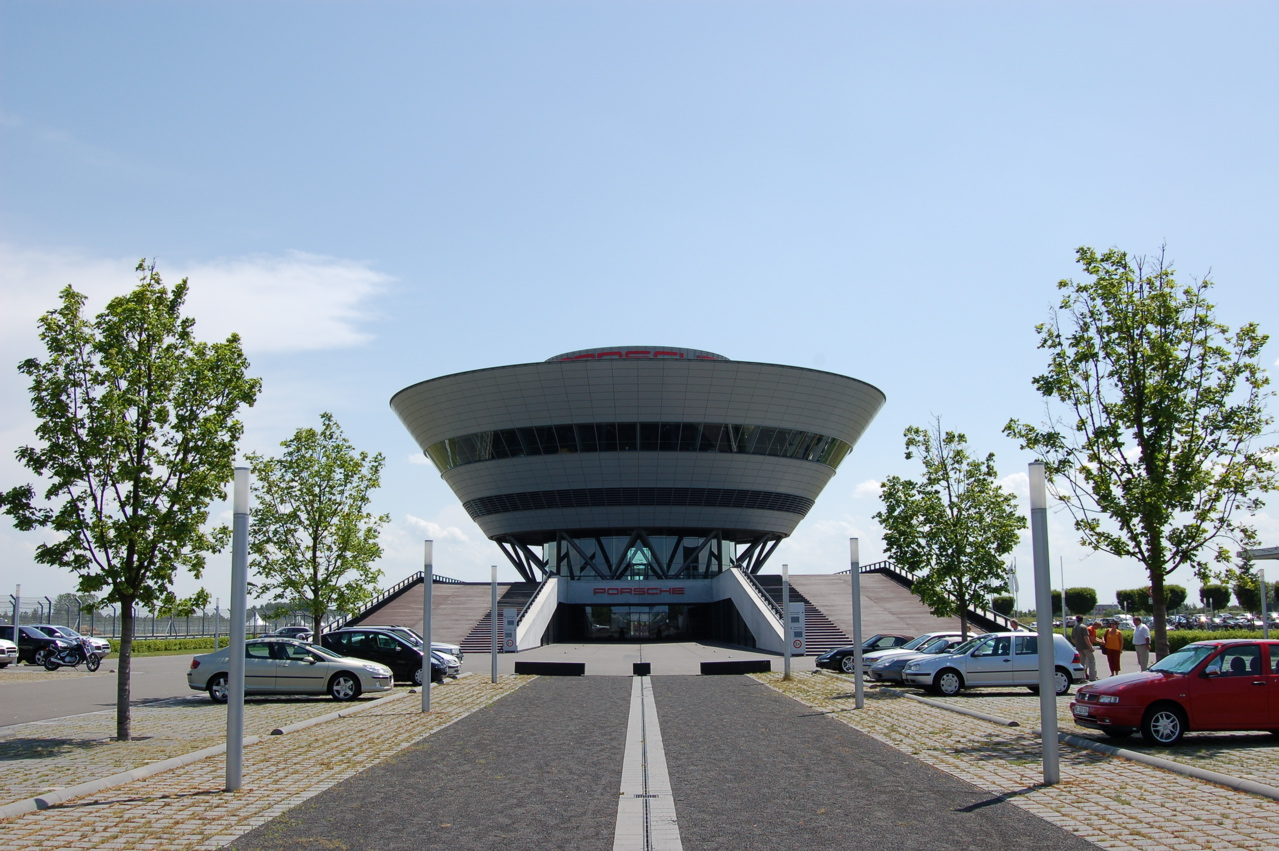
«Porsche Diamond»
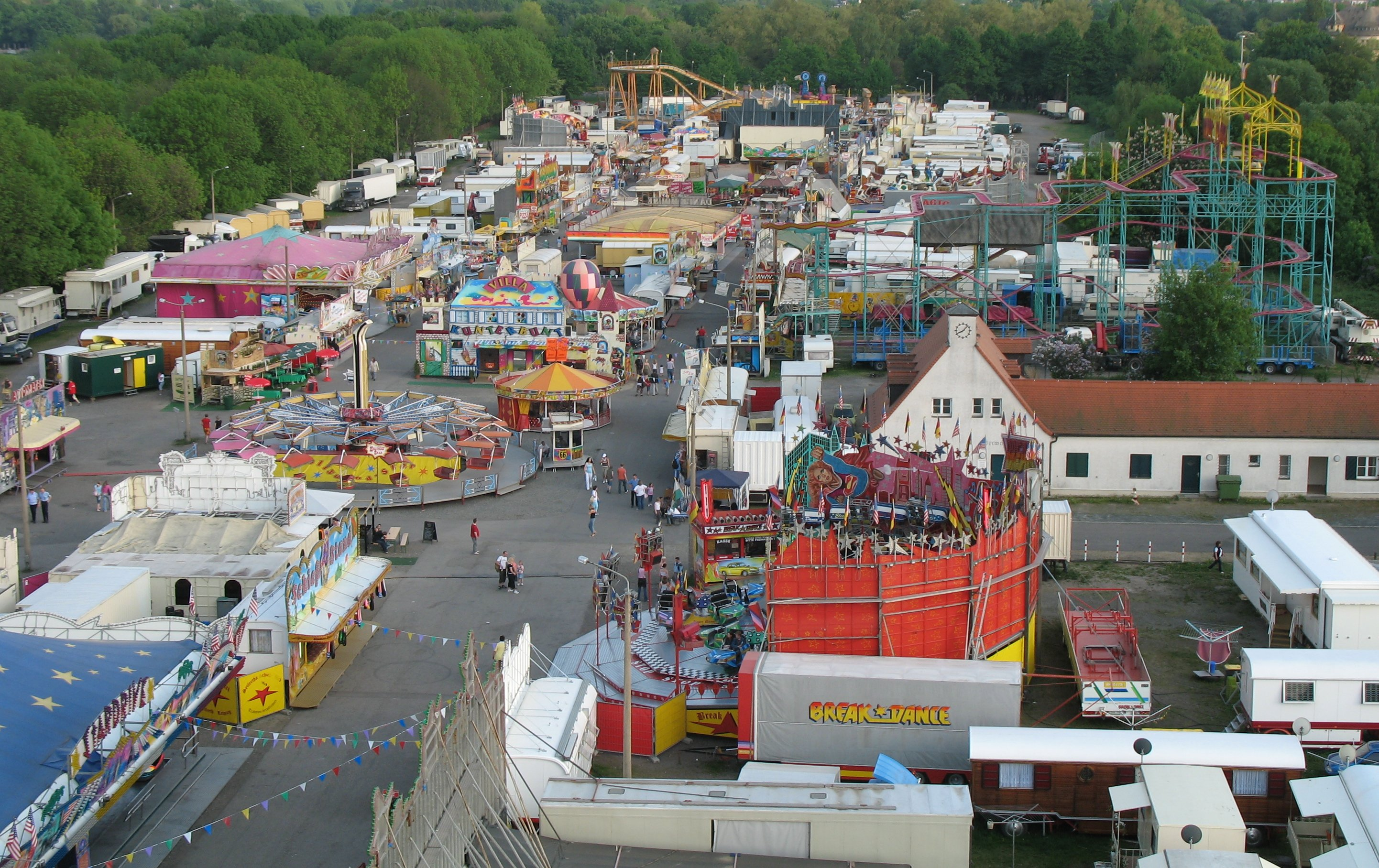
Парк атракціонів «Kleinmesse», 2006
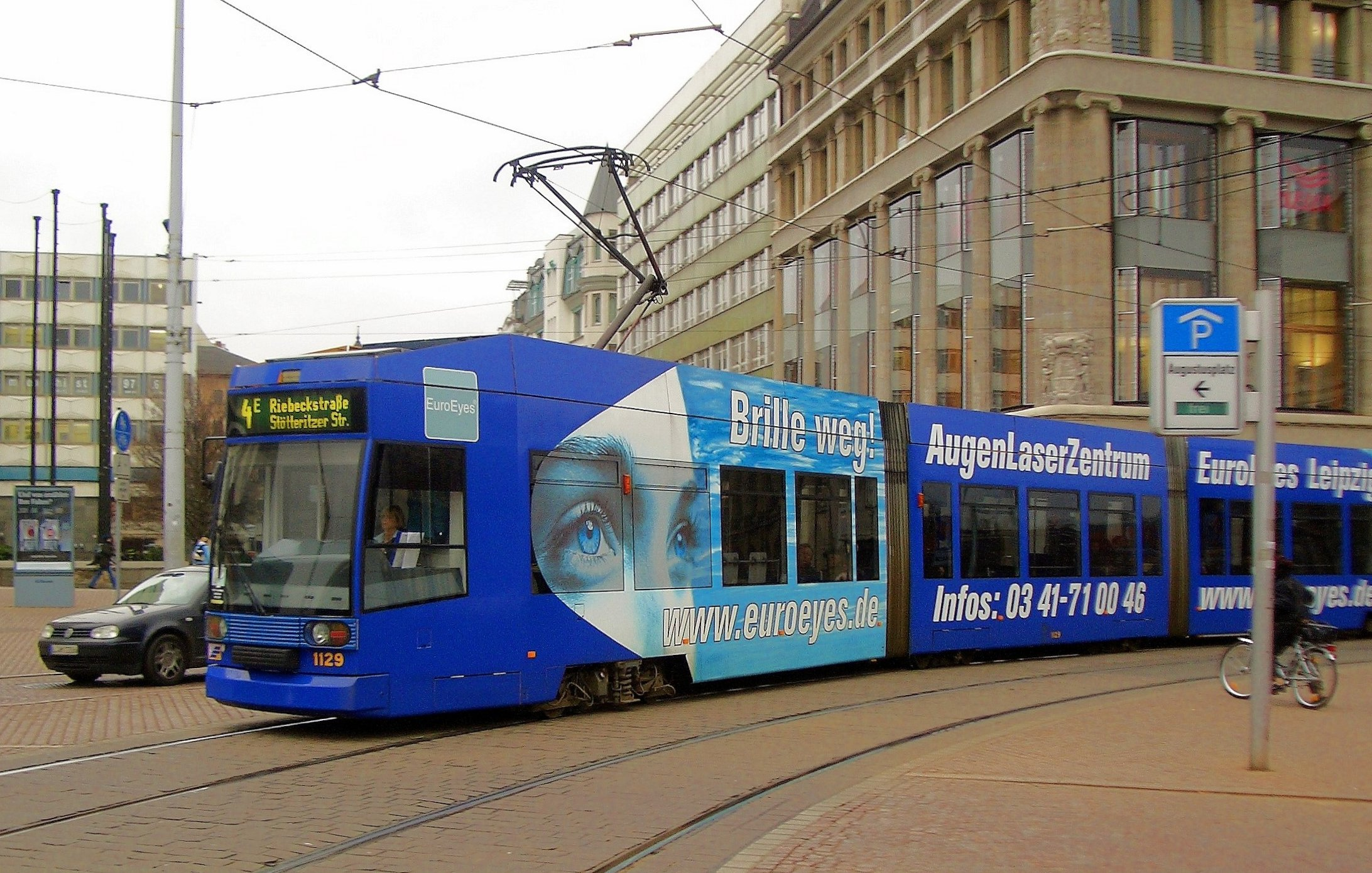
Трамвай на Аугустусплатц
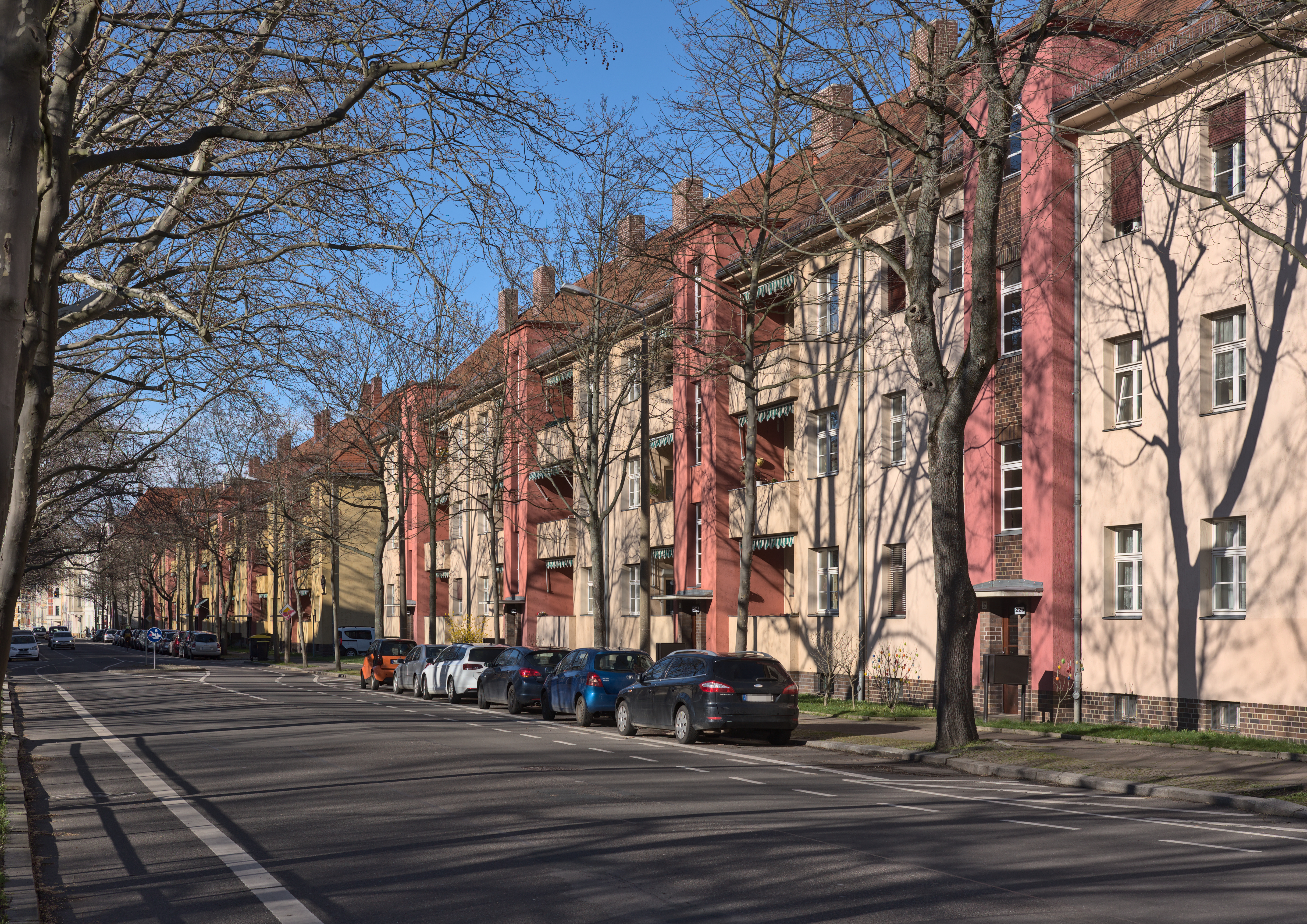
Вулиця Шенбах